# Pont levant de La Seyne-sur-Mer
Le pont levant de La Seyne-sur-Mer est un pont basculant métallique situé dans le port de La Seyne-sur-Mer, dans le Var, en France. Il fait partie des installations des anciens chantiers navals de La Seyne-sur-Mer.
Ce pont levant fait l’objet d’une inscription au titre des monuments historiques depuis le 3 novembre 1987.

## Histoire
Ce pont, longtemps appelé pont des chantiers, fut pensé et enfin étudié, commandé par les Forges et Chantiers de la Méditerranée à la société Daydé de Creil en 1913. Après deux ans de travaux par huit entreprises, sa construction fut terminée en 1916. Des problèmes de fonctionnement furent révélés aux essais, le pont se bloquait souvent en position verticale où horizontale. Néanmoins, il entra en service en 1920 et permit d'assurer depuis la gare de La Seyne, l’accès de trains de matériaux sur le port pour alimenter les chantiers navals, avec une voie de chemin de fer donnant sur le site sans avoir à traverser le centre-ville. Depuis 1986, ce pont levant, devenu l'emblème de la ville, reste dressé vers le ciel.
Il est inscrit à l'inventaire supplémentaire des monuments historiques. Sa restauration et sa mise en lumière ont débuté en 2007 et se sont achevées le 26 juin 2009. Il est depuis cette restauration doté d'un ascenseur qui permet d'atteindre le belvédère situé à son sommet à 40 m de hauteur. Au 1er étage, dans une salle vitrée, se déroule une exposition permanente des mécanismes et moteurs autrefois utilisés pour permettre au pont de basculer à l'horizontale. Depuis sa restauration, il est doté d'un équipement à diodes électroluminescentes (leds) qui l'éclaire à la nuit tombée.

## Galerie

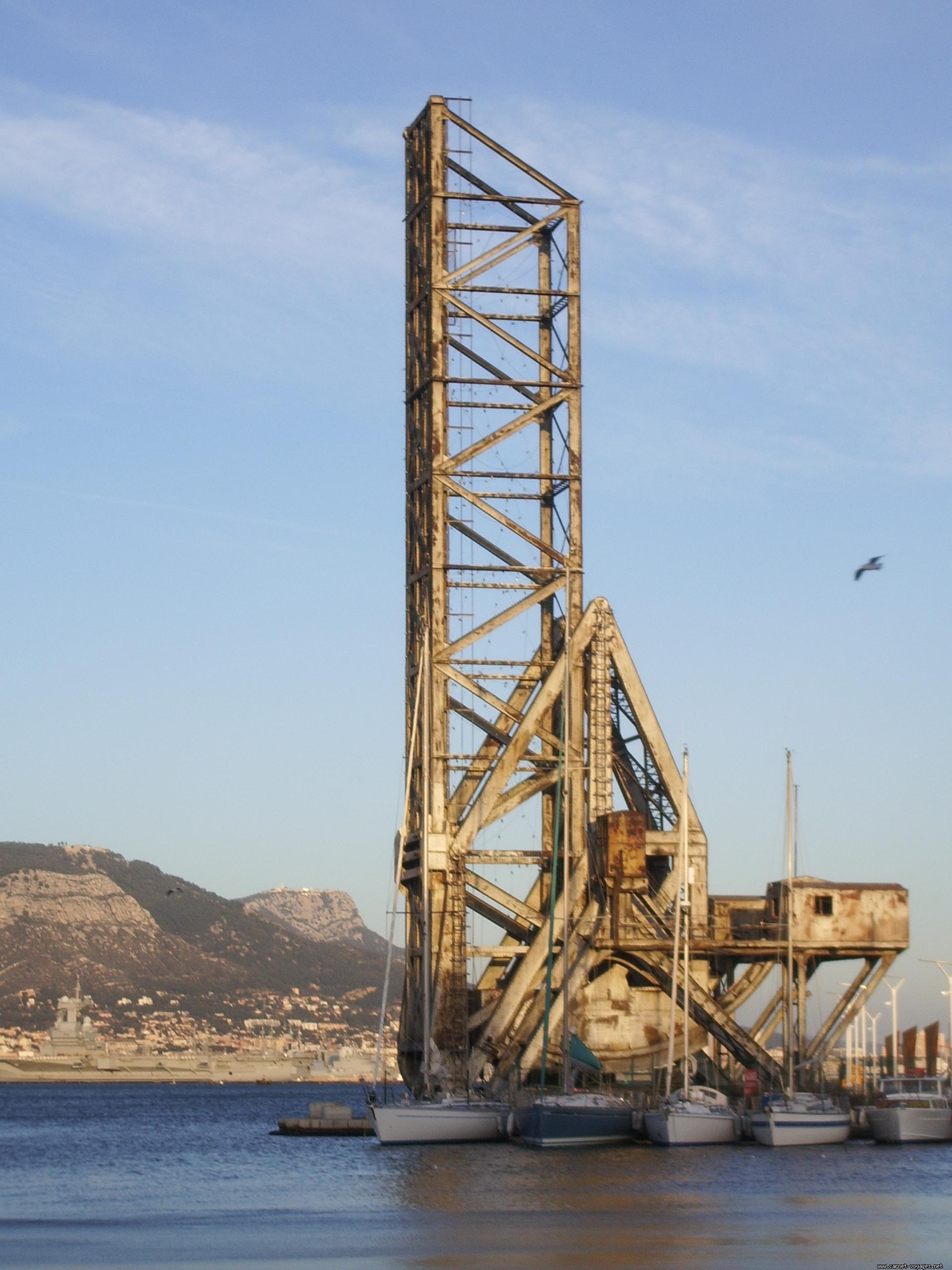
En 2006, avant la réhabilitation.
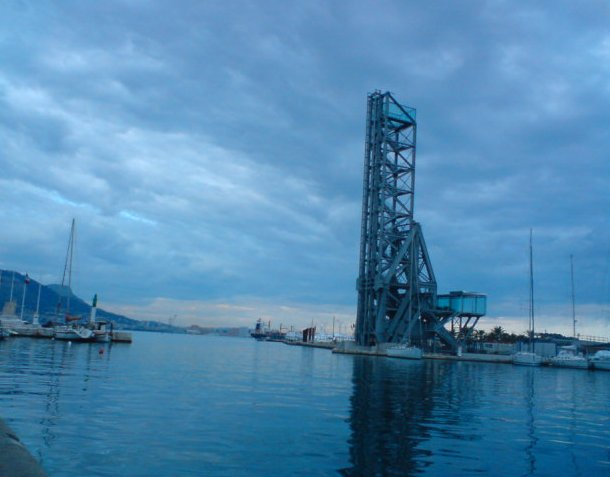
En 2009, après la réhabilitation.
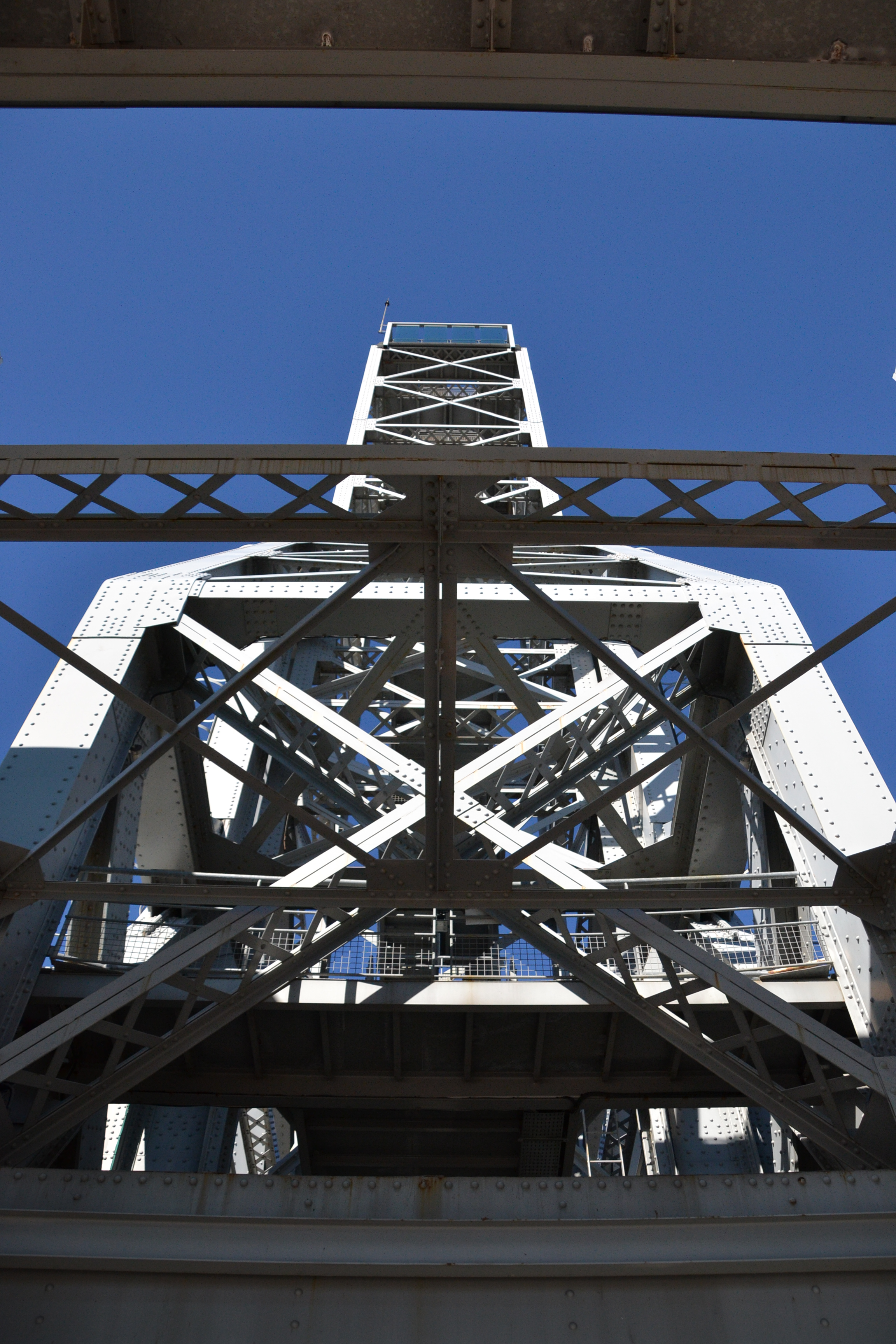
Vue en contre-plongée,
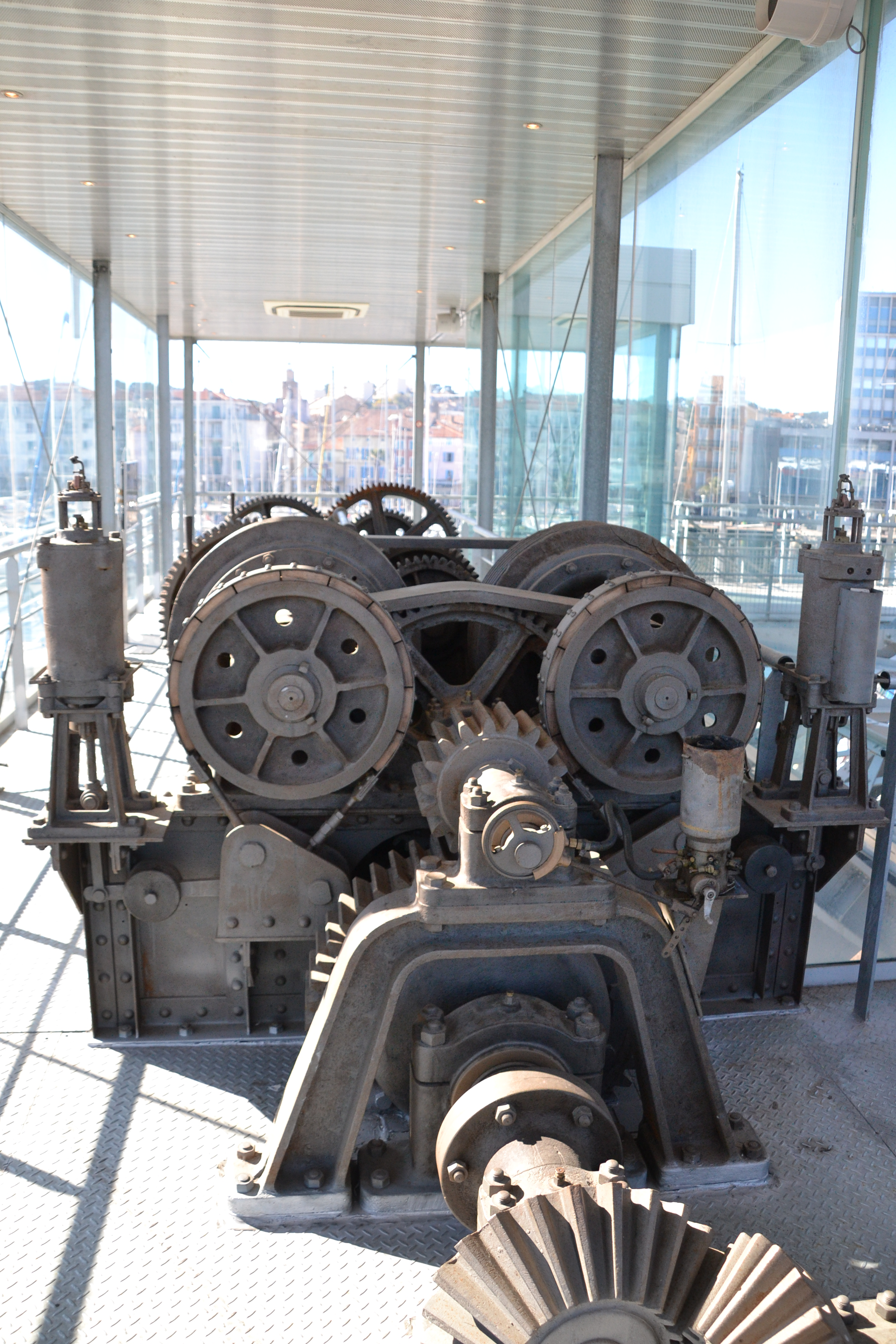
Le mécanisme de levage.
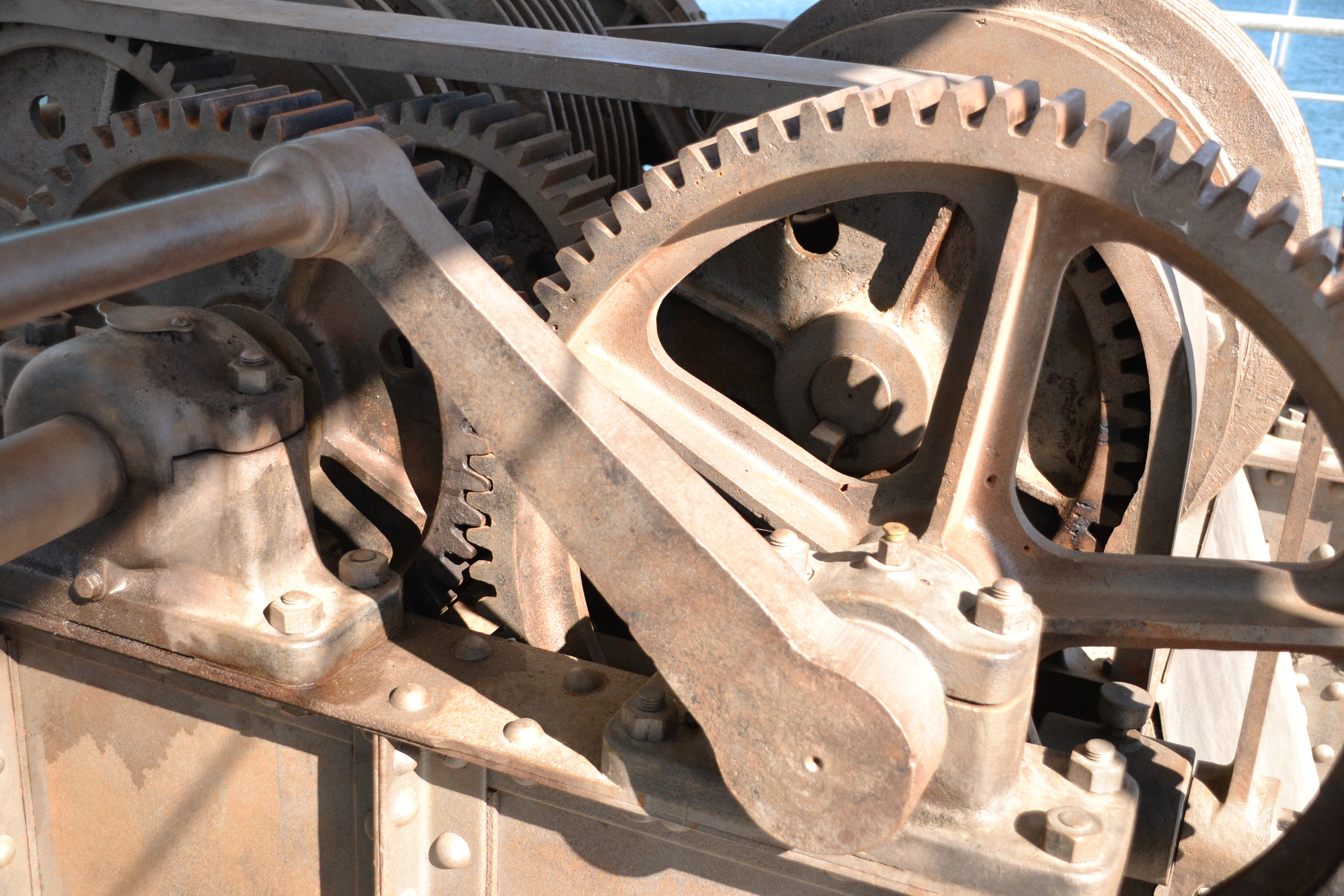
Élement du mécanisme de levage.
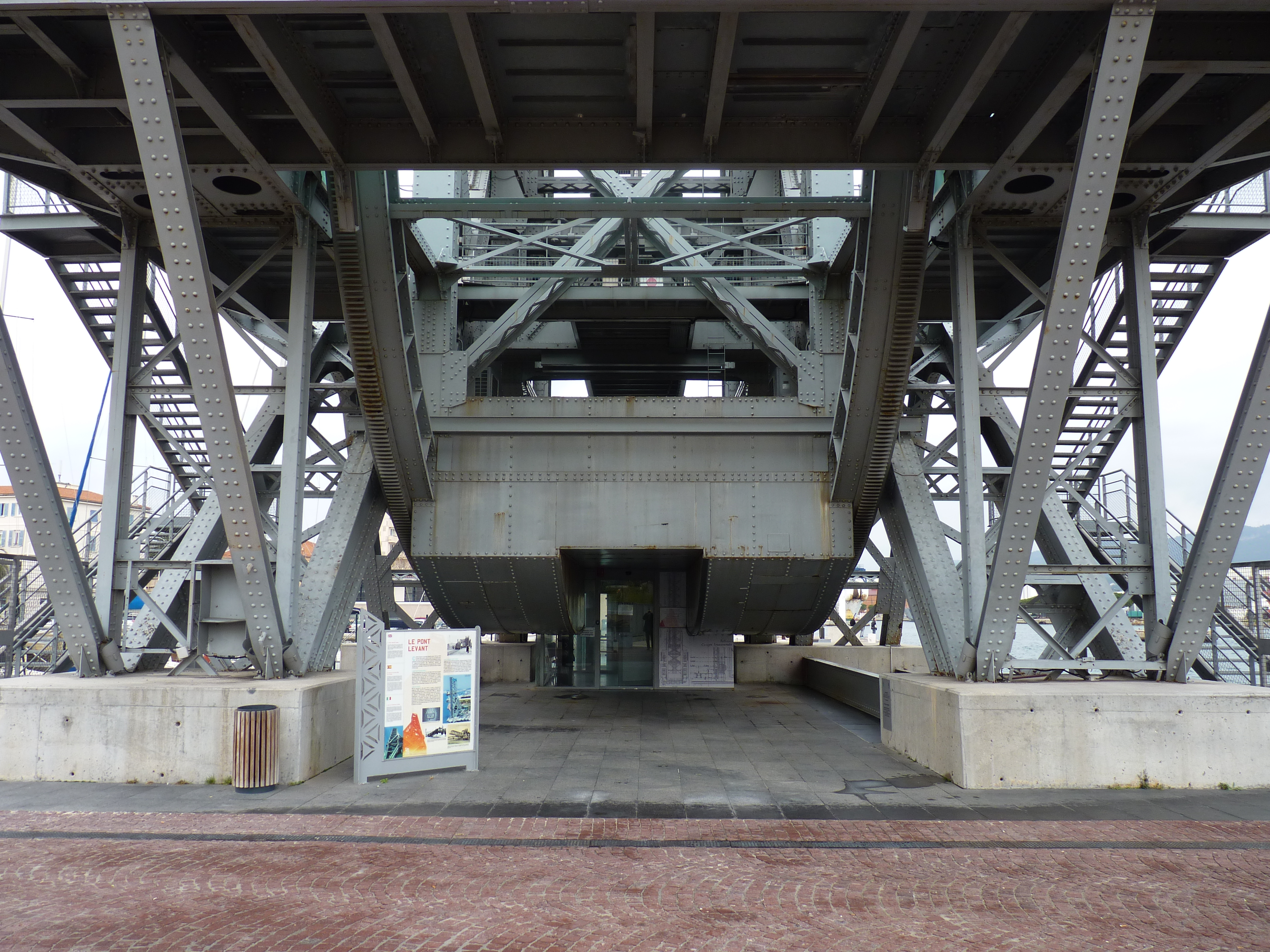
Entrée du musée.
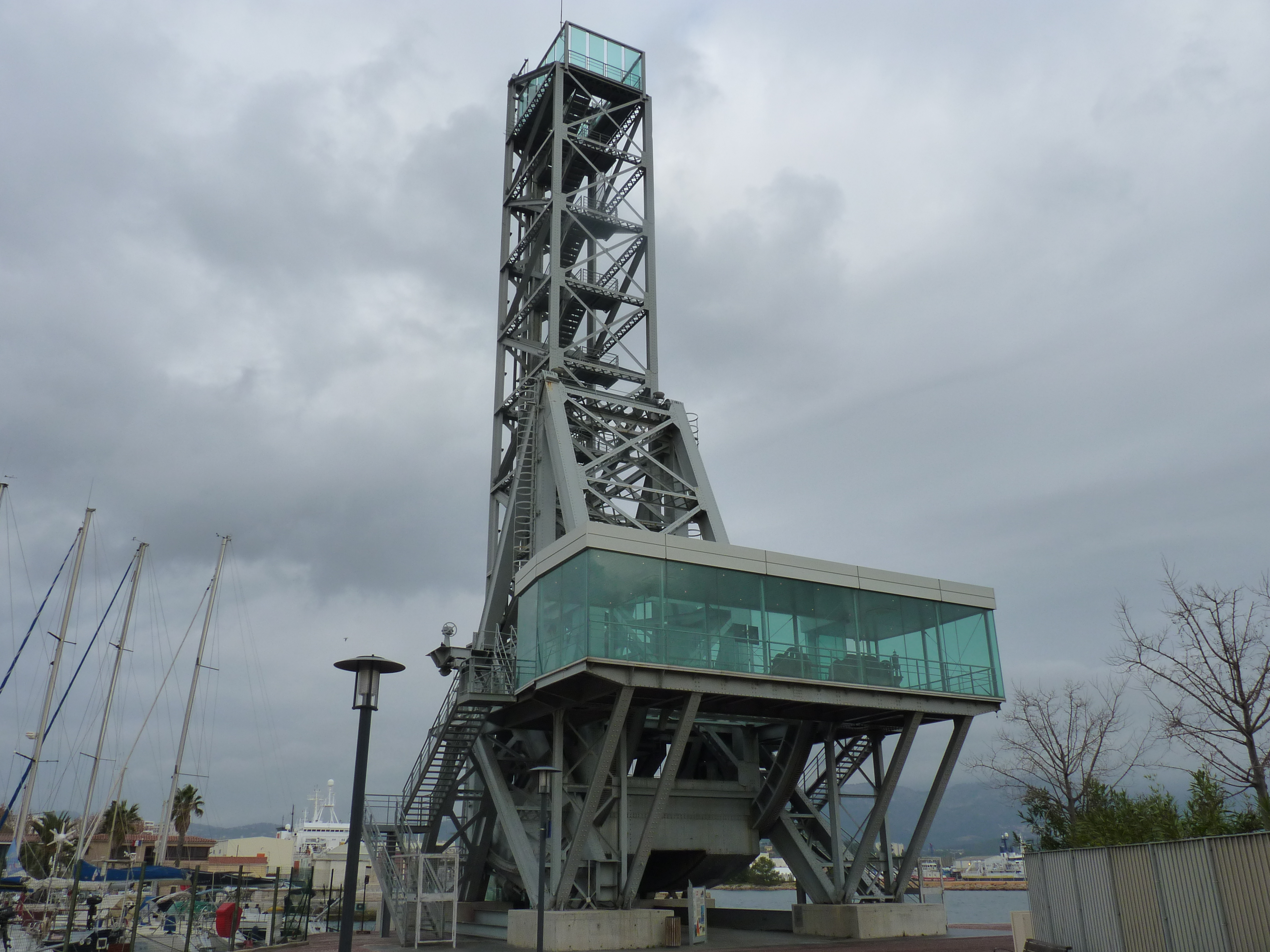
Vue d'ensemble
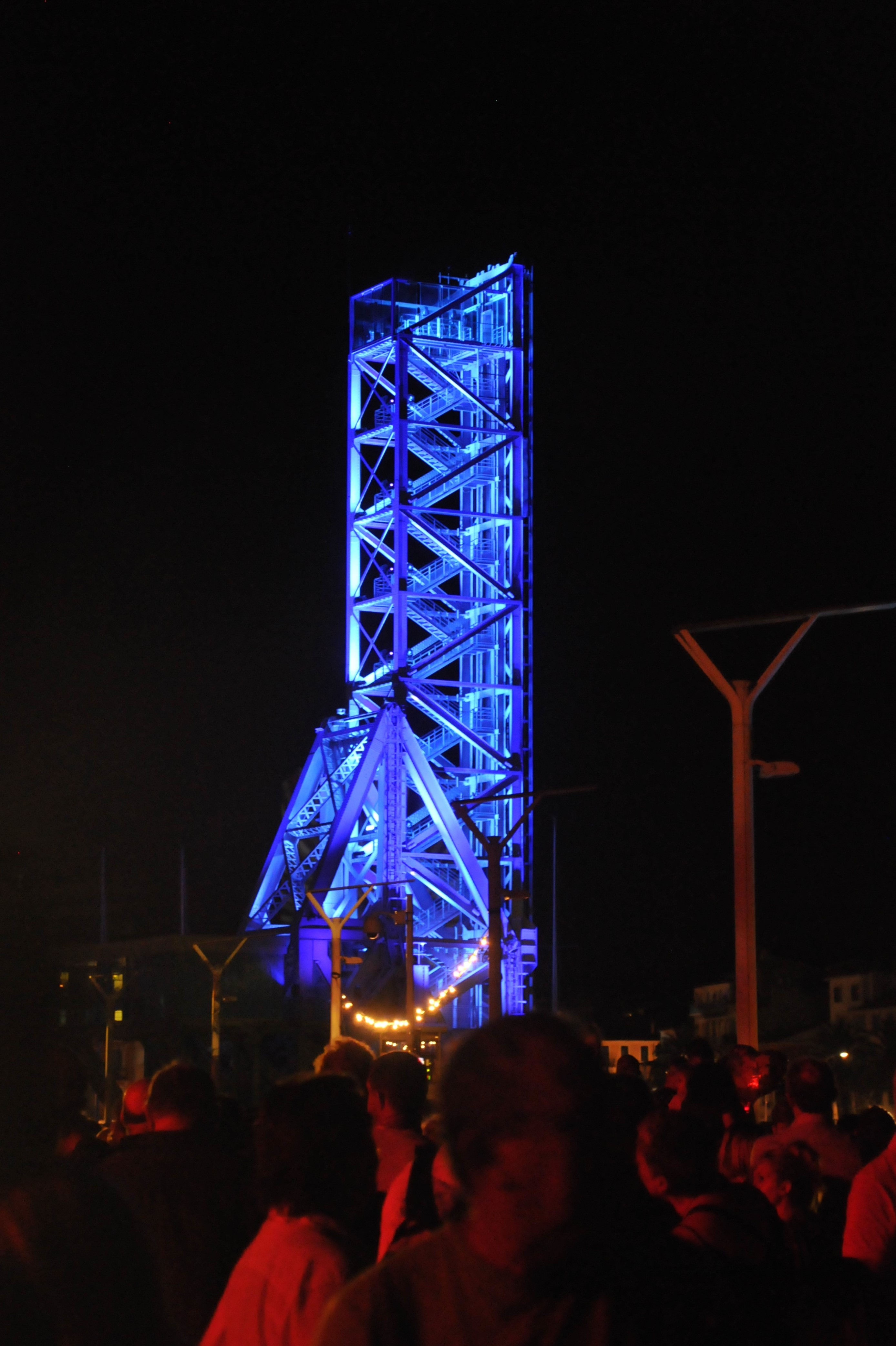
Centenaire du pont levant (2017)